# Danh sách 10 mỏ vàng lớn nhất thế giới

Trên thế giới, đến nay đã có tổng số khoảng 165.000 tấn vàng được khai thác. Có nhiều ý kiến khác nhau về việc đâu là mỏ vàng lớn nhất.
Nhiều người cho rằng, mỏ vàng Muruntau ở Uzbekistan là mỏ lớn nhất, trong khi nhiều người khác lại tin là mỏ Grasberg ở Indonesia mới là mỏ dẫn đầu thế giới về sản lượng.
Dựa trên những nguồn dữ liệu đáng tin cậy nhất về sản lượng vàng khai mỏ, ngoài báo cáo từ các công ty khai mỏ hàng đầu, trang International Business Times đã điểm qua những mỏ vàng lớn nhất trên thế giới. Xếp hạng dựa trên số liệu về sản lượng của các mỏ vàng này trong năm 2010
| STT | Mỏ vàng                 | Sản lượng 2010 (Ounce) | Quốc gia   | Cty sở hữu                              |
| --- | ----------------------- | ---------------------- | ---------- | --------------------------------------- |
| 1   | Grasberg                | 2.025.000              | Indonesia  | Freeport-McMoRan Copper & Gold          |
| 2   | Muruntau                | 1.800.000              | Uzbekistan | Navoi Mining and Metallurgical Combinat |
| 3   | Carlin-Nevada           | 1.735.000              | Hoa Kỳ     | Newmont Mining Corp                     |
| 4   | Yanacocha               | 1.460.000              | Peru       | Buenaventurda                           |
| 5   | Goldstrike (Betze Post) | 1.240.000              | Hoa Kỳ     | Barrick Gold Corp                       |
| 6   | Cortez                  | 1.140.000              | Hoa Kỳ     | Barrick Gold                            |
| 7   | Valerado                | 1.120.000              | Argentina  | Barrick Gold Corp                       |
| 8   | Lagunas Norte           | 808.000                | Peru       | Barrick Gold Corp                       |
| 9   | Lihir                   | 790.974                | Australia  | Newcrest Mining                         |
| 10  | Super Pit/Kalgoorlie    | 788.000                | Australia  | Barrick Gold Corp                       |

## Trích nguồn
- International Business Times.